# Sebastian Senatore
Sebastian Senatore, född 17 december 1985 i Stockholm, är en svensk fotbollsspelare som spelar för Uruguayanska FF.

## Karriär
Sebastian Senatore började spela i Hammarbys organisation som 13-åring. Därefter gick han till Hammarby TFF där han spelade i två säsonger. Efter säsongerna i HTFF tog han klivet upp i Hammarby IF a-lag. Därefter bar det av till Uruguay och Montevideo Wanderers. 2001 blev Sebastian inbjuden att provspela för Real Madrids och Atletico Madrids ungdomslag av dåvarande samarbete med Grupo Casal . Höjdpunkten av det provspelet var matchen Atletico Madrid - Paraguay.
År 2008 kom Sebastian Senatore tillbaka till Sverige för att spela i Syrianska FC , Bara för att några månader senare byta till Vasalunds IF. som hade avancerat till Superettan år 2008. Senatore gjorde en stabil insats med 26 matchstarter, ett mål och två assist. Vasalund åkte ur Superettan och då fick han chansen i Allsvenskan i Gefle IF.
Därefter blev det spel för Varbergs BoIS FC i Superettan 2012. Under 2013 representerade han AFC United i division 1 samt Huddinge IF i division 2. Till säsongen 2014 skrev han på för Nacka FF. Han har även representerat IFK Haninge. idag spelar Sebastian Senatore i Uruguayanska FF